# Alexandre-Louis Lachevardière
Alexandre-Louis Lachevardière (Paris, 1765 - Paris, 15 octobre 1827) est un homme politique français.

## Biographie
Il est le fils de l'éditeur et marchand de musique parisien Louis-Balthazar de La Chevardière. Clerc de procureur, puis employé à la Caisse de l'extraordinaire chargée du remboursement de la dette publique, membre de l'assemblée électorale de 1792, du directoire de l'administration départementale de Paris après le 10 août 1792, vice-président du département de Paris, jacobin engagé, il est d'abord protégé par Robespierre. 
Commissaire civil aux armées de l'Ouest (printemps 1793), il est arrêté en même temps qu'Antoine-François Momoro et d'autres hébertistes le 10 mai 1794. Détenu à la prison du Luxembourg jusqu'au 9 thermidor (27 juillet 1794), il devient en septembre 1797 secrétaire général du ministère de la Police générale puis successivement inspecteur général de la Guerre, consul à Palerme (an VI) et de nouveau administrateur du département de la Seine (an VII).
Dénoncé et surveillé après le coup d'État du 18 brumaire (novembre 1799), il est nommé consul à Hambourg en 1802 puis à Dantzig (1807). Accusé de malversations, il doit se retirer de la vie publique en 1808. 
Il est le père de l'imprimeur et éditeur Alexandre Lachevardière.

## Œuvres
On lui doit des écrits politiques et agronomiques, entre autres :
- Lettre des citoyens Lachevardière, commissaire national, et Rossignol, général en chef des armées des côtes de la Rochelle, aux citoyens administrateurs du département de Paris, 1793
- De la Pratique de l'agriculture, ou Recueil d'essais et d'expériences, 1826